# أوريلين أغنان
أوريلين أغنان (مواليد 20 أبريل 1958) هو ملاكم بنيني، مثّل بلاده في الألعاب الأولمبية الصيفية 1980.

## روابط خارجية
أوريلين أغنان على موقع أوليمبيديا (الإنجليزية)